# ستيف فينتر
ستيف فينتر (بالإنجليزية: Steve Winter)‏ (26 أكتوبر 1973 ببرستل في المملكة المتحدة - ) هو لاعب كرة قدم بريطاني في مركز الوسط. لعب مع فوريست غرين ونادي توركي يونايتد ونادي والسول ويوفل تاون وBasingstoke Town F.C. ‏ وDorchester Town F.C. ‏ وAlmondsbury Town A.F.C. ‏ وBishop Sutton A.F.C. ‏ وتشبنهام تاون وTiverton Town F.C. ‏ ونادي تاونتون تاون ‏.

## وصلات خارجية
- ستيف فينتر على موقع قاعدة بيانات كرة القدم.إي يو (الإنجليزية)
- ستيف فينتر على موقع Soccerbase.com (لاعب) (الإنجليزية)